# 왕원기

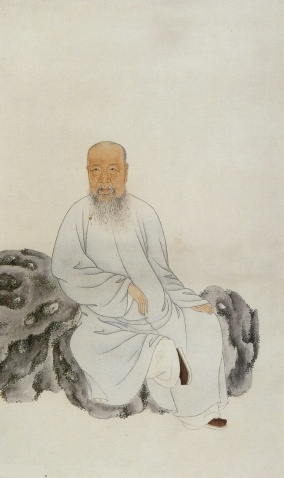
왕원기

왕원기(王原祁, 1642년 - 1715년)는 중국 청나라 초기의 문인이자 화가이다. 4왕 5운의 한 사람이다. 청시대 우산파와 더불어 남종화 2대 화파의 하나인 '누동파'의 시조이다. 일찍이 진사 시험에 합격하여 호부 시랑을 지냈다. 그는 어릴 때부터 할아버지 왕시민에게 그림을 배웠으며 동기창의 남종화 양식을 이어받았다.

## 작품
- 〈운산도〉